# Vem väntar på värdshuset?
Vem väntar på värdshuset? är en kriminalroman av Maria Lang (pseudonym för Dagmar Lange), utgiven första gången år 1972 på bokförlaget Norstedts. Denna deckare utspelas på Kolbäcks gästgivaregård i Kolbäck, Västmanland. Maria Lang bodde på gästgiveriet under en längre tid, när hon skrev boken, och det är därifrån hon hämtade all inspiration till den. Romanen har översatts till danska, norska, finska och franska.